# Нечаевка (Изяславский район)
Неча́евка (укр. Нечаївка) — село в Изяславском районе Хмельницкой области Украины.
Население по переписи 2001 года составляло 104 человека. Почтовый индекс — 30354. Телефонный код — 3852. Занимает площадь 0,755 км². Код КОАТУУ — 6822188103.

## Местный совет
30354, Хмельницкая обл., Изяславский р-н, с. Тышевичи, ул. Молодёжная, 25